# Héctor Garza
Héctor Eduardo Solano Segura (Monterrey, Nuevo León, 12 de junio de 1969-26 de mayo de 2013) fue un luchador profesional mexicano, más conocido por su nombre artístico Héctor Garza. Héctor es hijo de Humberto Garza.

## Biografía
Héctor Solano Segura nació el 12 de junio de 1969 en Monterrey, Nuevo León. Además de su ya citado padre, su hermano también trabaja como luchador profesional y promotor bajo el nombre de ring "Humberto Garza Jr.", al igual que su hijo Humberto Carrillo (anteriormente conocido como "Último Ninja" en México), su tío Mike Segura conocido como "El Ninja" y su sobrino Humberto Garza Solano, más conocido como Angel Garza o el "El Hijo del Ninja" .

## Carrera
Héctor inició su carrera en 1992 en su natal Monterrey, y tres años después inició una el camino al estrellato cuando, junto con su hermano Humberto Garza Jr., pasaron a formar parte del Consejo Mundial de Lucha Libre (CMLL). Héctor, en tan solo meses, logró colocarse como estelarista derrotando en luchas de apuestas a luchadores como Rambo, El Brazo o El Satánico. Héctor se mantuvo como figura principal de la empresa hasta que en 1997 se fue a la empresa rival, la Lucha Libre AAA Worldwide (AAA), que se encontraba mermada tras la salida de un grupo fuerte de estrellas encabezadas por Konnan a finales de 1996. En Lucha Libre AAA Worldwide AAA tuvo la oportunidad de participar en World Wrestling Federation, inclusive en la Royal Rumble. Al poco tiempo de haber llegado a la empresa de Antonio Peña, Héctor recibió una propuesta de trabajo en World Championship Wrestling, donde permaneció varios años hasta volver a la AAA, como parte del ángulo de la LLL. En Lucha Libre AAA Worldwide AAA, en esta segunda incursión, desarrolló una gran rivalidad con Heavy Metal, Hijo del Perro Aguayo y con Latin Lover, que se manifestó en todas las combinaciones posibles.
Héctor, descontento del trato recibido en AAA, volvió al CMLL en 2005, teniendo una última presentación con AAA, en la que hizo equipo con el propio Latin Lover y el Gronda original. También fue ganador de una Rumble Battle en TNA, obteniendo un trofeo y triunfando en el extranjero. A su regreso al CMLL, Garza se integró al grupo de "Los Perros del Mal", al lado de su viejo enemigo Hijo del Perro Aguayo. En 2008, los llamados "Perros Mayores" pelearon entre sí y llegaron a la lucha de apuestas, perdiendo Garza este enfrentamiento. Posteriormente, se lanzó a la creación de su propia facción de "querubines". En esa época, Garza fue duramente criticado por imitar, arriba del ring, los movimientos del luchador ruso Alex Koslov, que había abandonado el CMLL para integrarse a AAA.
El 4 de junio de 2010, Héctor Garza, como parte del bando rudo, dio un abrazo Latin Lover, que estaba en primera fila, pero Héctor golpeó a Latin, enfureciéndose este y siendo sacado de la Arena México a la fuerza. El 27 de noviembre, Latin Lover regresó al CMLL y atacó a Héctor Garza, que le responió el ataque, saliendo Shocker de los vestidores a apoyar a Latin y acabar con Garza y La Invasión.
El 12 de noviembre de 2011, Héctor Garza abandonó el CMLL en buenos términos, uniéndose a los Perros del Mal, la nueva empresa de El Hijo del Perro Aguayo, siendo de esta forma que, por el convenio de intercambio de talentos existente entre AAA y Promociones Perros del Mal, El Querubín reapareció en AAA, formando parte de la facción Perros del Mal, inclusive participando en el torneo Rey de Reyes 2012.
En octubre de 2012, Garza indicó que, debido a que le habían diagnosticado cáncer pulmonar, debería retirarse por un tiempo indefinido. Tras su retiro, Garza falleció el 26 de mayo de 2013, al perder la batalla contra el cáncer.
En Triplemania 21, Hijo del Perro Aguayo ganó la cabellera de El Cibernético, dedicando la victoria a Héctor Garza.
El 9 de agosto de 2015, en la Arena Ciudad de México, durante Triplemania 23, Garza entró al AAA Hall of Fame junto al Hijo del Perro Aguayo, fallecido el 21 de marzo del mismo año.

## Vida personal
En 2005, Solano estaba listo para luchar contra Scott Hall en Final Resolution 2005 de TNA (hoy Impact Wrestling), pero fue arrestado en la ciudad de Houston, Texas, por posesión de esteroides, y su lugar en el combate fue ocupado por Jeff Hardy. La policía encontró deca-Durabolin y primobolan, ambos de los cuales son legales para tener y usar en su país de origen, pero no en los Estados Unidos. Solano afirmó que tenía recetas legales para ellos, pero no podía producirlos en el momento de su arresto. Fue deportado y se le prohibió la entrada durante varios años, lo que puso fin a su carrera luchística en los Estados Unidos. Garza también recordaba que no tenía idea de que los esteroides eran ilegales allí y que los guardias lo humillaron.

### Enfermedad y posterior muerte
El 15 de octubre de 2012, un comunicado de prensa reveló que a Solano le habían diagnosticado cáncer de pulmón. Se retiró de la competencia activa para someterse a quimioterapia y tratamiento adicional. 
Murió el 26 de mayo de 2013 de cáncer a la edad de 43 años. Era el actual Campeón Nacional Mexicano de Peso Pesado en el momento de su muerte. Como resultado de su muerte, la entonces Comisión de Box y Lucha Libre de México, D.F. declaró inactivo el título.

## En lucha
- Movimientos finales
  - Huracarrana
  - Topé suicida
  - Moonsault

## Campeonatos y logros
- Asistencia Asesoría y Administración
  - Campeonato Mundial de Peso Completo de la IWC (2 veces)
  - Salón de la Fama AAA (Clase 2015)

- Consejo Mundial de Lucha Libre
  - Campeonato Mundial de Peso Pesado del CMLL (1 vez)
  - Campeonato Mundial de Tríos del CMLL (4 veces) - con La Fiera & Dos Caras (1), Tarzan Boy & El Terrible(1), Mr. Águila & Hijo del Perro Aguayo(1) y La Máscara & Hijo del Fantasma(1)
  - Campeonato Mundial de Parejas del CMLL (2 veces) con Místico

- Federación Internacional de Lucha Libre
  - Campeonato Peso Semicompleto de la FILL (1 vez)
- Lucha Libre Azteca
  - Campeonato Azteca de LLA (1 vez)

- Total Nonstop Action Wrestling
  - Super X Cup Gauntlet (2004)
  - TNA Year End Awards (1 vez)
    - Who to Watch in 2005 (2004)[3]

- Universal Wrestling Association
  - UWA World Middleweight Championship (1 vez)
- Comisión de Box y Lucha Libre Mexico D.F.
  - Campeonato Nacional Peso Semicompleto (1 vez)
  - Campeonato Nacional de Parejas (1 vez) - con Hijo del Perro Aguayo
  - Campeonato Nacional Peso Completo (1 vez)

- World Wrestling Association
  - WWA World Tag Team Championship (1 vez) - con Hijo del Perro Aguayo

- Pro Wrestling Illustrated
  - Situado en el Nº94 en los PWI 500 del 1997
  - Situado en el Nº220 en los PWI 500 del 2000
  - Situado en el Nº26 en los PWI 500 del 2001
  - Situado en el Nº29 en los PWI 500 del 2002
  - Situado en el Nº36 en los PWI 500 del 2003
  - Situado en el Nº19 en los PWI 500 del 2004
  - Situado en el Nº47 en los PWI 500 del 2005
  - Situado en el Nº62 en los PWI 500 del 2006
  - Situado en el Nº104 en los PWI 500 del 2007
  - Situado en el Nº123 en los PWI 500 del 2008
  - Situado en el Nº148 en los PWI 500 del 2009